# Amélie Mbaye
Amélie Mbaye est une actrice sénégalo-américaine née à Dakar, au Sénégal. Elle joue dans plusieurs productions à travers le monde depuis une vingtaine d'années.

## Biographie
Amélie est la fille d'Ousmane Mbaye, ce musicien qui fut parmi les premiers africains à promouvoir la musique africaine, sénégalaise en particulier, en Amérique mais aussi en Europe. Elle s'est alors très vite imprégnée des beaux-arts. Durant son cursus au Lycée Blaise Diagne de Dakar, elle a été comédienne dans plusieurs pièces de théâtre.
Amélie Mbaye a vécu aux États-Unis pendant plus de vingt ans.
Professionnellement parlant, Amélie est diplômée de l’École Internationale TUNON à Caen (France) a priori[Quoi ?]. Elle y étudie les langues étrangères, l'aéronautique et le tourisme. En ce sens, elle est polyglotte : elle parle le Wolof, le Français, l'Anglais, l'Espagnol et même le Portugais.
Ses activités dans le tourisme commencent à Dakar avec les tours operators (TO), ensuite dans le transport aérien. Elle devient Personnel Navigant Commercial (PNC) au niveau d'Air Luxembourg et d'Air Sénégal. Aussi, elle fait partie du personnel au sol au niveau des Aéroports de Paris, à Air France, mais aussi dans la mégalopole tentaculaire de Los Angeles.
Amélie est aussi présente dans les médias. Elle a travaillé à la Radio Télévision Sénégalaise (RTS). Elle y était une présentatrice de programmes (Téléspeakerine). En dépit de la présentation de programmes télévisés au Sénégal et à Los Angeles, elle présente aussi des cérémonies (MC). Ses sollicitations proviennent souvent des consulats de pays africains en Californie, lors des fêtes de l'indépendance, mais aussi pour d'autres événements culturels. L'actrice expose aussi ses talents de chanteuse en Californie.

## Filmographie
Amélie a une filmographie très diversifiée. Son jeu d'acteur est noté dans des publicités, des documentaires, des films et même des séries,,,.

### Films
| Année | Titre                | Rôle                               | Réalisateur/ Réalisatrice / Production | Pays                                                       |
| ----- | -------------------- | ---------------------------------- | -------------------------------------- | ---------------------------------------------------------- |
| 2003  | Les Larmes du soleil | Madame Azuka, Femme d'un Président | Antoine Fuqua                          | USA                                                        |
| 2017  | Frontières           | Adjara                             | Apolline Traoré                        | Sénégal, Mali, Burkina Faso, Côte d'Ivoire, Bénin, Nigéria |
| 2021  | Something About Her  | Bineta, Mère d'Anna                | Carl Colpaert                          | USA                                                        |

### Séries
| Année | Titre            | Rôle                       | Réalisateur/ Réalisatrice / Production               | Pays         |
| ----- | ---------------- | -------------------------- | ---------------------------------------------------- | ------------ |
| 2002  | Monia et Rama    | Aline                      | Apolline Traoré                                      | Burkina Faso |
| 2018  | Sakho et Mangane | Azzara                     | Jean Luc Herbulot, Toumany Sangaré, Hubert Laba Ndao | Sénégal      |
| 2019  | Golden           | Madjiguène Gaye alias Mage | Marodi Tv                                            | Sénégal      |
| 2019  | Renaissance      | Mme le Juge Niang          | Hubert Laba Ndao, Abdou Lahad Wone                   | Sénégal      |
| 2022  | Emprises         | Rama                       | Thian Thiandoum / Marodi Tv                          | Sénégal      |

## Distinctions
Amélie Mbaye remporte plusieurs distinctions au cours de sa vie.
Le film Frontières dans lequel elle est l'actrice principale, reçoit le Prix Paul Robeson et le Prix des institutions au Festival Panafricain du Cinéma et de la Télévision de Ouagadougou (FESPACO) en 2017. Il est aussi primé comme le meilleur long métrage au Festival du Film Panafricain de Los Angeles puis obtient deux nominations au Festival du film francophone d'Angoulême en 2017.